# 79. ročník udílení Zlatých glóbů
79. ročník udílení Zlatých glóbů se konal dne 9. ledna 2022. Hollywoodská asociace zahraničních novinářů vyhlásila nominace dne 13. prosince 2021.

## Vítězové a nominovaní
Vítěz je uveden jako první a je označen tučně.

### Film
| Nejlepší film (drama) | Nejlepší film (komedie / muzikál) |
| --- | --- |
| Síla psa - Belfast - V rytmu srdce - Duna - Král Richard: Zrození šampiónek | West Side Story - Cyrano - K zemi hleď! - Lékořicová pizza - tick, tick… BOOM! |
| Nejlepší herec (drama) | Nejlepší herečka (drama) |
| Will Smith jako Richard Williams – Král Richard: Zrození šampiónek - Mahershala Ali jako Cameron Turner – Labutí píseň - Javier Bardem jako Desi Arnaz – Ricardovi - Benedict Cumberbatch jako Phil Burbank – Síla psa - Denzel Washington jako Lord Macbeth – The Tragedy of Macbeth | Nicole Kidman jako Lucille Ball – Ricardovi - Jessica Chastain jako Tammy Faye Bakker – The Eyes of Tammy Faye - Olivia Colman jako Leda Caruso – Temná dcera - Lady Gaga jako Patrizia Reggiani – Klan Gucci - Kristen Stewart jako princezna Diana – Spencer                                                                 |
| Nejlepší herec (komedie / muzikál) | Nejlepší herečka (komedie / muzikál) |
| Andrew Garfield jako Jonathan Larson – tick, tick… BOOM! - Leonardo DiCaprio jako Randall Mindy – K zemi hleď! - Peter Dinklage jako Cyrano z Bergeracu – Cyrano - Cooper Hoffman jako Gary Valentine – Lékořicová pizza - Anthony Ramos jako Usnavi de la Vega – Život v Heights     | Rachel Zegler jako María Vasquez – West Side Story - Marion Cotillard jako Ann Defrasnoux – Annette - Alana Haim jako Alana Kane – Lékořicová pizza - Jennifer Lawrenceová jako Kate Dibiasky – K zemi hleď! - Emma Stone jako Estella/Cruella de Vil – Cruella                                                                |
| Nejlepší herec ve vedlejší roli | Nejlepší herečka ve vedlejší roli |
| Kodi Smit-McPhee jako Peter Gordon – Síla psa - Ben Affleck jako Charlie Moehringer – Něžný bar - Jamie Dornan jako Pa – Belfast - Ciarán Hinds jako Pop – Belfast - Troy Kotsur jako Frank Rossi – V rytmu srdce                                                                     | Ariana DeBose jako Anita – West Side Story - Caitríona Balfe jako Ma – Belfast - Kirsten Dunst jako Rose Gordon – Síla psa - Aunjanue Ellis jako Oracene Price – Král Richard: Zrození šampiónek - Ruth Negga jako Clare Bellew – Přebíhání                                                                                    |
| Nejlepší režisér | Nejlepší scénář |
| Jane Campion – Síla psa - Kenneth Branagh – Belfast - Maggie Gyllenhaal – Temná dcera - Steven Spielberg – West Side Story - Denis Villeneuve – Duna | Kenneth Branagh – Belfast - Paul Thomas Anderson – Lékořicová pizza - Jane Campion – Síla psa - Adam McKay – K zemi hleď! - Aaron Sorkin – Ricardovi |
| Nejlepší hudba | Nejlepší filmová píseň |
| Hans Zimmer – Duna - Alexandre Desplat – Francouzská depeše Liberty, Kansas Evening Sun - Germaine Franco – Encanto - Jonny Greenwood – Síla psa - Alberto Iglesias – Paralelní matky                                                                                                 | „No Time to Die“ (Billie Eilish a Finneas O'Connell) – Není čas zemřít - „Be Alive“ (Dixson, Beyoncé) – Král Richard: Zrození šampiónek - „Dos Oruguitas“ (Lin-Manuel Miranda) – Encanto - „Down to Joy“ (Van Morrison) – Belfast - „Here I Am (Singing My Way Home)“ (Carole King, Jennifer Hudson a Jamie Hartman) – Respect |
| Nejlepší animovaný film | Zlatý glóbus za nejlepší cizojazyčný film |
| Encanto - Utéct - Luca - Moje slunce Mad - Raya a drak | Drive My Car (Japonsko) - Kupé č. 6 (Finsko) - Boží ruka (Itálie) - Hrdina (Írán) - Paralelní matky (Španělsko) |

### Filmy s více nominacemi
Následující filmy získaly více nominací:
| Nominací | Film                            |
| -------- | ------------------------------- |
| 7        | Belfast                         |
| 7        | Síla psa                        |
| 4        | K zemi hleď                     |
| 4        | Král Richard: Zrození šampiónek |
| 4        | Lékořicová pizza                |
| 4        | West Side Story                 |
| 3        | Ricardovi                       |
| 3        | Duna                            |
| 3        | Encanto                         |
| 2        | V rytmu srdce                   |
| 2        | Cyrano                          |
| 2        | Temná dcera                     |
| 2        | Paralelní matky                 |
| 2        | tick, tick… BOOM!               |

### Televize
| Nejlepší seriál (drama) | Nejlepší seriál (komedie / muzikál) |
| --- | --- |
| Boj o moc (HBO) - Lupin (Netflix) - The Morning Show (Apple TV+) - Pose (FX) - Hra na oliheň (Netflix) | Stále v kurzu (HBO Max) - Veliká (Hulu) - Jen vraždy v budově (Hulu) - Reservation Dogs (FX on Hulu) - Ted Lasso (Apple TV+) |
| Nejlepší herec v seriálu (drama) | Nejlepší herečka v seriálu (drama) |
| Jeremy Strong jako Kendall Roy – Boj o moc (HBO) - Brian Cox jako Logan Roy – Boj o moc (HBO) - I Čong-dže jako Seong Gi-hun – Hra na oliheň (Netflix) - Billy Porter jako Prayerful Tell – Pose (FX) - Omar Sy jako Assane Diop – Lupin (Netflix)                                                 | Mj Rodriguez jako Blanca Rodriguez-Evangelista – Pose (FX) - Uzo Aduba jako Brooke Taylor – V odborné péči (HBO) - Jennifer Aniston jako Alex Levy – The Morning Show (Apple TV+) - Christine Baranski jako Diane Lockhart – Dobrý boj (Paramount+) - Elisabeth Moss jako June Osborne / Offred – Příběh služebnice (Hulu) |
| Nejlepší herec v seriálu (komedie / muzikál) | Nejlepší herečka v seriálu (komedie / muzikál) |
| Jason Sudeikis jako Ted Lasso – Ted Lasso (Apple TV+) - Anthony Anderson jako Andre Johnson – Black-ish (ABC) - Nicholas Hoult jako Petr III. – Veliká (Hulu) - Steve Martin jako Charles Haden-Savage – Jen vraždy v budově (Hulu) - Martin Short jako Oliver Putnam – Jen vraždy v budově (Hulu) | Jean Smart jako Deborah Vance – Stále v kurzu (HBO Max) - Hannah Einbinder jako Ava Daniels – Stále v kurzu (HBO Max) - Tracee Ellis Ross jako Rainbow Johnson – Black-ish (ABC) - Elle Fanning jako Kateřina Veliká – Veliká (Hulu) - Issa Rae jako Issa Dee – Nesvá (HBO)                                                |
| Nejlepší herec v minisérii nebo TV filmu | Nejlepší herečka v minisérii nebo TV filmu |
| Michael Keaton jako Dr. Samuel Finnix – Absťák (Hulu) - Paul Bettany jako Vision – WandaVision (Disney+) - Oscar Isaac jako Jonathan Levy – Scény z manželského života (HBO) - Ewan McGregor jako Halston – Halston (Netflix) - Tahar Rahim jako Charles Sobhraj – Had (Netflix)                   | Kate Winslet jako Marianne Sheehan – Mare z Easttownu (HBO) - Jessica Chastain jako Mira Phillips – Scény z manželského života (HBO) - Cynthia Erivo jako Aretha Franklin – Génius - Elizabeth Olsen jako Wanda Maximoff / Scarlet Witch – WandaVision (Disney+) - Margaret Qualley jako Alex – Služka (Netflix)           |
| Nejlepší herec ve vedlejší roli v seriálu, minisérii nebo TV filmu | Nejlepší herečka ve vedlejší roli v seriálu, minisérii nebo TV filmu |
| O Jong-su jako Oh Il-nam – Hra na oliheň (Netflix) - Billy Crudup jako Cory Ellison – The Morning Show (Apple TV+) - Kieran Culkin jako Roman Roy – Boj o moc (HBO) - Mark Duplass jako Charlie Black – The Morning Show (Apple TV+) - Brett Goldstein jako Roy Kent – Ted Lasso (Apple TV+)       | Sarah Snook jako Siobhan Roy – Boj o moc (HBO) - Jennifer Coolidge jako Tanya McQuoid – Bílý lotos (HBO) - Kaitlyn Dever jako Betsy Mallum – Absťák (Hulu) - Andie MacDowell jako Paula – Služka (Netflix) - Hannah Waddingham jako Rebecca Welton – Ted Lasso (Apple TV+)                                                 |
| Nejlepší minisérie nebo TV film | |
| Podzemní železnice (Amazon Prime Video) - Absťák (Hulu) - Impeachment: American Crime Story (FX) - Služka (Netflix) - Mare z Easttownu (HBO) | |

### Seriály s více nominacemi
Následující seriály získaly více nominací:
| Nominace | Seriály                    |
| -------- | -------------------------- |
| 5        | Boj o moc                  |
| 4        | The Morning Show           |
| 4        | Ted Lasso                  |
| 3        | Veliká                     |
| 3        | Stále v kurzu              |
| 3        | Absťák                     |
| 3        | Služka                     |
| 3        | Jen vraždy v budově        |
| 3        | Pose                       |
| 3        | Hra na oliheň              |
| 2        | Black-ish                  |
| 2        | Lupin                      |
| 2        | Mare z Easttownu           |
| 2        | Scény z manželského života |
| 2        | WandaVision                |